# Lintjärnen (Karlanda socken, Värmland, 660565-129401)
Lintjärnen är en sjö i Årjängs kommun i Värmland och ingår i Göta älvs huvudavrinningsområde.